# Desa Sukakerta (administrativ by i Indonesien, lat -6,88, long 107,14)
Desa Sukakerta är en administrativ by i Indonesien.   Den ligger i provinsen Jawa Barat, i den västra delen av landet, 80 km söder om huvudstaden Jakarta.